# 2008 у Миколаєві
| Роки в Миколаєві ← • 2001 • 2002 • 2003 • 2004 • 2005 • 2006 • 2007 • 2008 • 2009 • 2010 • 2011 • 2012 • 2013 • 2014 • 2015 • 2016 • 2017 • 2018 • 2019 • 2020 • 2021 • 2022 • 2023 • 2024 → |

2008 у Миколаєві — список важливих подій, що відбулись у 2008 році в Миколаєві. Також подано перелік відомих осіб, пов'язаних з містом, що померли цього року. З часом буде додано відомих миколаївців, що народилися у 2008 році.

## Населення
Чисельність наявного населення Миколаєва на 1 січня 2008 року склала 506,4 тис. осіб, що на 1 тис. осіб менше ніж 2007 (507,4).

## Події

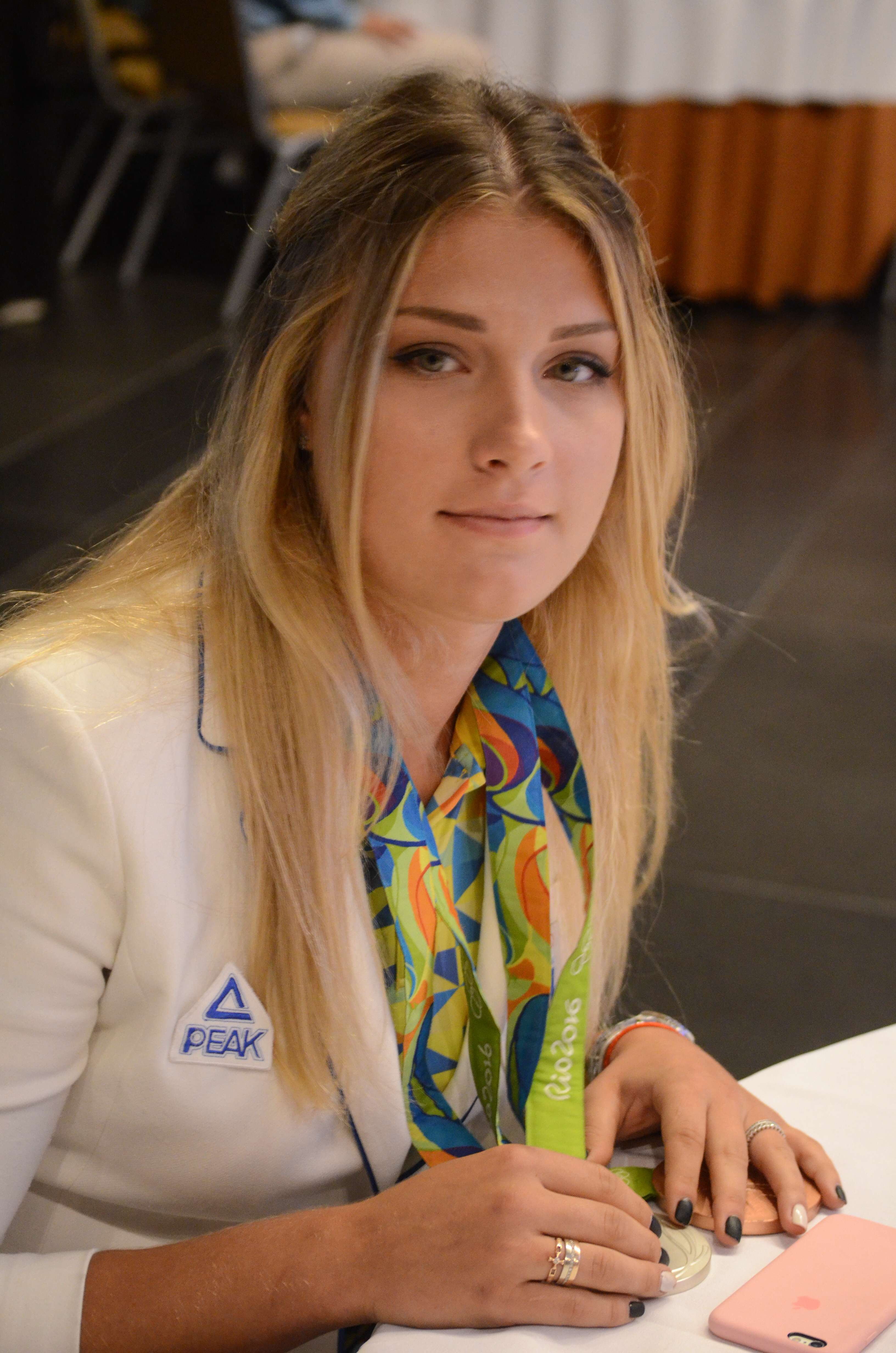
Ольга Харлан

- У травні засноване інтернет-видання Преступности.НЕТ.
- 14 серпня українська команда шаблісток, у складі якої виступали дві миколаївські спортсменки — 17-річна Ольга Харлан і 21-річна Олена Хомрова сенсаційно здобула олімпійське золото на літнніх Олімпійських іграх 2008, подолавши у фіналі господарок турніру — збірну Китаю з рахунком 45-44. Миколаївські фехтувальниці удвох нанесли 39 з 45 переможних уколів, причому Харлан — майже половину з них — 22. Українська команда стала також першою командою шаблісток, яка виграла Олімпійські ігри, адже ця дисципліна дебютувала саме в Пекіні. Після цих досягнень НОК України вперше вибрав Ольгу харлан найкращою спортсменкою місяця, а за підсумками року жіноча шабельна команда була визнана найкращою командою року на премії Герої спортивного року.
- Улітку на території городища «Дикий Сад» було знайдено скарб, що складався з 12 кельтських сокир.
- З 2 по 12 грудня у місті відбувся Чемпіонат України із шахів серед жінок.

## Пам'ятки

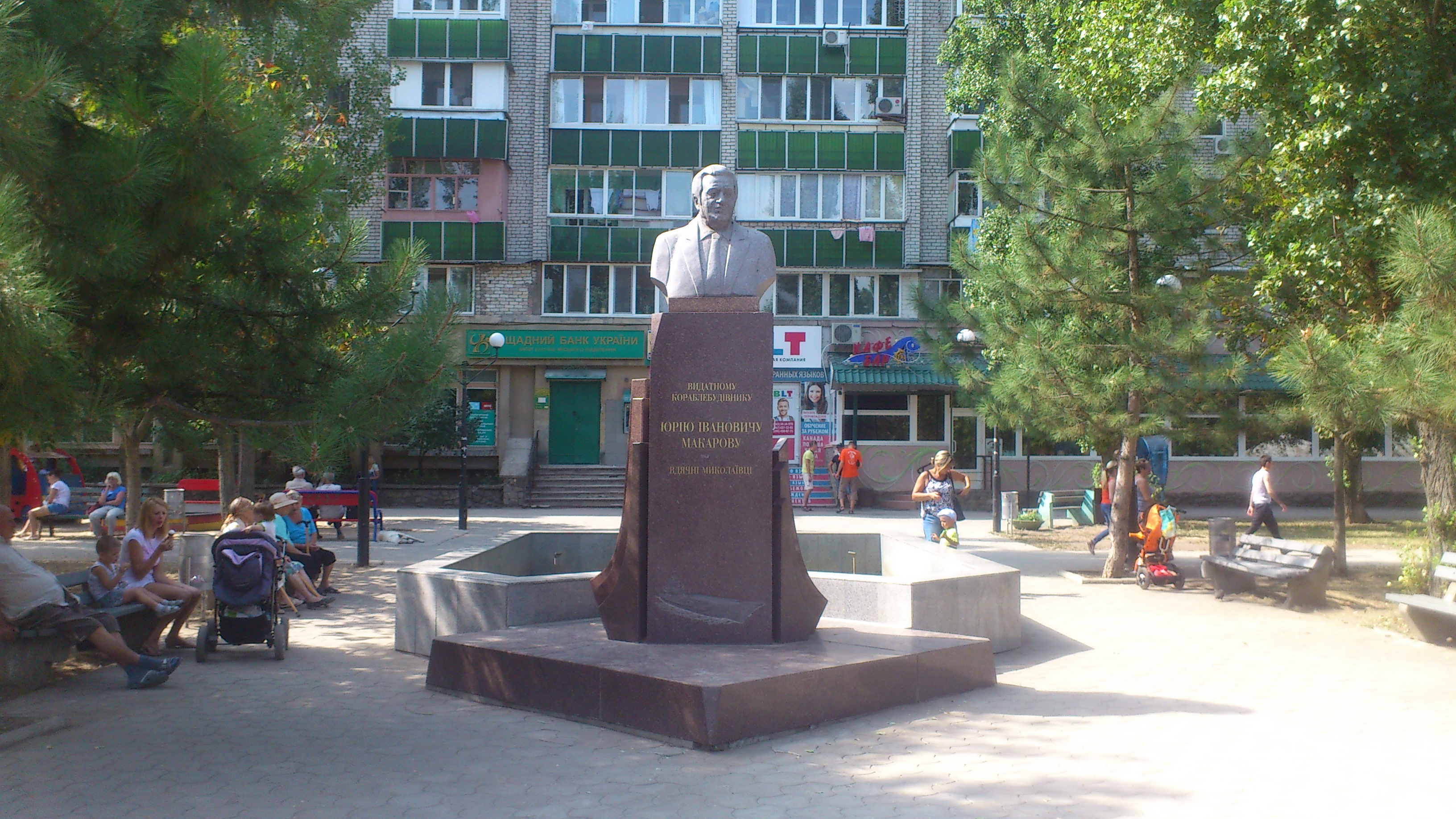
Пам'ятник Юрію Івановичу Макарову

- У серпні на перетині вулиць Московської та Дунаєва, був відкритий пам'ятний знак сьомому Любавичському Ребе Менахему Мендл Шнеєрсону[3].
- 1 листопада до 100-річчя з дня народження засновника і багаторічного керівника Миколаївської кінно-спортивної школи Олександра Львовича Зозулі на базі ДП «Південьконецентр» йому було відкрито меморіальну дошку[3].
- 7 листопада на Намиві відкрито пам'ятник одному з організаторів суднобудівної галузі СРСР, директору Чорноморского суднобудівного заводу Юрію Макарову[3].
- Проведена повторна реконструкція пам'ятного знаку жертвам Голодомору, відкритого у 1993 році.

## Особи

### Очільники
- Міський голова — Володимир Чайка.

### Почесні громадяни
- Євдокимов Віктор Борисович — телеоператор Миколаївської обласної державної телерадіокомпанії.
- Шишков Михайло Федорович — генерал-майор, морський льотчик, Герой Радянського Союзу. Заслужений військовий льотчик СРСР.
- Молчанов Олександр Хомич — депутат Миколаївської міської ради XIX та XX скликань, голова Миколаївського міськвиконкому (1982—1990 рр.), директор обласного центру зайнятості.

### Городянин рокуі «Людина року»
- Вадатурський Андрій Олексійович — номінація «Підприємництво».
- Валєєв Анатолій Казанфірович — номінація «Будівництво».
- Вербовщук Микола Олександрович — номінація «Промисловість».
- Волохов Євген Павлович — номінація «Охорона здоров'я».
- Деркач Олег Михайлович — номінація «Наука і вища освіта».
- Зінченко Діна Єгорівна — номінація «Середня школа».
- Іванов Олександр Кузьмич — номінація «Культура».
- Ішхнелі Анзор Шотович — номінація «Благодійність».
- Кваша Ілля Олегович — номінація «Фізкультура і спорт».
- Наточа Катерина Іванівна — номінація «Засоби масової інформації».
- Озерний Михайло Іванович — номінація «Мистецтво».
- Олійник Анатолій Іванович — номінація «Технікуми».
- Прилуцький Анатолій Миколайович — номінація «Будівництво».
- Сакаль Іван Іванович — номінація «Фінанси і банківська справа».
- Стерпул Григорій Іванович — номінація «Соціальний проєкт року».
- Людина року — Харлан Ольга Геннадіївна.

### Померли
- Ботнарюк Вадим Маркович (10 квітня 1953, Бєльці, Молдавська РСР, СРСР — 19 січня 2008, Москва, Росія) — український та російський медіаменеджер, музичний продюсер, співзасновник інтернет-порталу TopHit. Генеральний директор Російської фонографічної асоціації (2004—2008). Жив та навчався у Миколаєві.
- Літко Анатолій Якович (23 вересня 1935, Городнє, Краснокутський район, Харківська область — 27 лютого 2008, Харків) — український театральний режисер, заслужений діяч мистецтв України, лауреат премії імені Володимира Блавацького Національної спілки театральних діячів України. У 1969 — 1972 і в 1987 — 1997 р.р. працював у Миколаївському академічному драматичному театрі як головний режисер.
- Богданович Володимир Терентійович (10 травня 1928, с. Богоявленське, Українська РСР, СРСР — пом. 2 березня 2008, м. Київ, Україна) — колишній радянський футболіст, що виступав на позиції нападника. Після завершення кар'єри футболіста розпочав тренерську роботу. Кавалер Ордена Червоної Зірки та Ордена Вітчизняної війни. Майстер спорту (1952). Заслужений тренер УРСР.
- Носенко Юрій Іванович (30 жовтня 1927, Миколаїв, УРСР — 23 серпня 2008, США) — співробітник Другого головного управління КДБ СРСР, 1964 року залишив СРСР і перейшов на бік США.
- Борщов Дмитро Васильович (1924, Курячі Лози — 2008, Миколаїв) — актор миколаївських театрів, народний артист Української РСР.
- Квасенко Алла Володимирівна (14 вересня 1918, Одеса — 4 липня 2008, Одеса) — українська радянська акторка театру, народна артистка Української РСР. Акторка Миколаївського академічного драматичного театру імені В. Чкалова.
- Станко Володимир Никифорович (19 лютого 1937 с. Тернівка, Миколаївська область, Україна — 16 лютого 2008 м. Одеса) — український історик, етнолог, археолог. Доктор історичних наук (1983), професор (1990), декан історичного факультету Одеського національного університету імені І. І. Мечникова (1994-2003).
- Куліш Микола Юхимович (16 квітня 1929, село Гусине Градизького району Кременчуцької округи, тепер знято з обліку — 26 лютого 2008, місто Миколаїв) — український науковець і радянський державний діяч. Академік АН ВШ України, доктор економічних наук (1989), професор (1990). Заслужений діяч науки і техніки України (1994). Депутат Верховної Ради УРСР 8—9-го скликань. Член Ревізійної комісії КПУ в 1971—1976 р.
- Чайковський Олександр Михайлович (15 серпня 1924, Миколаїв — 25 лютого 2008, Херсон) — радянський військовик, у роки Другої світової війни — розвідник 101-го гвардійського стрілецького полку 35-ї гвардійської стрілецької дивізії, гвардії молодший сержант. Повний кавалер ордена Слави.
- Хлопинська Людмила Дмитрівна (7 серпня 1948, Миколаїв — 12 липня 2008, Миколаїв) — заслужений працівник культури України, багатолітній завідувач музею суднобудування і флоту та директор обласного краєзнавчого музею. Була удостоєна Державної премії ім. Т. Г. Шевченка, нагороджена грамотами міністра культури та мистецтв України, голови Миколаївської облдержадміністрації та голови обласної ради, за багаторічну профспілкову діяльність — знаком Федерації професійних спілок України «Профспілкова відзнака».
- Данильченко Світлана Федорівна (18 лютого 1938, Миколаїв — 2003 або 2008, Одинцово) — радянська актриса театру і кіно. Популярність отримала завдяки зйомкам у телесеріалі «Вічний поклик» та ряді інших популярних кінофільмів.